# Luke Kibet
Luke Kibet (ur. 12 kwietnia 1983), kenijski lekkoatleta, specjalizujący się w ulicznych biegach długodystansowych.
Mistrz świata z Osaki (2007) w biegu maratońskim.

## Sukcesy

### Mistrzostwa Świata
| Mistrzostwa Świata | Miejsce | Data             | Konkurencja | Rezultat  |
| ------------------ | ------- | ---------------- | ----------- | --------- |
| Osaka 2007         | Osaka   | 24 sierpnia 2007 | maraton     | 1 miejsce |

## Rekordy życiowe
- 10 km: 28:03 (2006)
- 15 km: 42:44 (2006)
- półmaraton: 1:00:43 (2006)
- 25 km: 1:12:52 (2004)
- 30 km: 1:30:17 (2006)
- maraton: 2:08:52 (2005)